# 1939 en Saskatchewan
Chronologie de la Saskatchewan
- 1935
- 1936
- 1937
- 1938
- 1939
- 1940
- 1941
- 1942
- 1943

Cette page concerne des événements d'actualité qui se sont produits durant l'année 1939 dans la province canadienne de la Saskatchewan.

## Politique
- Premier ministre : William John Patterson
- Chef de l'Opposition :
- Lieutenant-gouverneur : Archibald Peter McNab
- Législature :

## Naissances

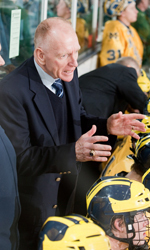
Gordon Berenson

- 5 juin : Laurali Rose Wright, née Appleby  à Saskatoon et morte le 25 février 2001 à Vancouver, est une écrivaine canadienne, surtout connue comme auteur de roman policier.

- 20 août : George Kingston est un entraîneur de hockey sur glace canadien né à Biggar. Il a été le tout premier entraîneur de la nouvelle franchise des Sharks de San José de 1991 à 1993. Il a déjà été entraîneur adjoint des Thrashers d'Atlanta et des Panthers de la Floride. Kingston vit présentement en Norvège ; il est entraîneur adjoint de l'équipe de Norvège de hockey sur glace et entraîneur pour l'équipe féminine.

- 8 décembre : Gordon "Red" Berenson (né à Regina) est un joueur de hockey sur glace de la Ligue nationale de hockey. Il est aujourd'hui entraîneur.